# 야마조에촌 (야마가타현)
야마조에촌(山添村)은 야마가타현 히가시타가와군에 설치되었던 촌이다. 현재의 쓰루오카시에 해당한다.